# Walerian Czuma
Walerian Czuma, poljski general, * 1890, † 1962.